# Campeonato Citadino de Porto Alegre 1910
In 1910 werd het eerste Campeonato Citadino de Porto Alegre gespeeld voor voetbalclubs uit de Braziliaanse staat Porto Alegre, de hoofdstad van Rio Grande do Sul. De competitie werd georganiseerd door de Liga Porto-Alegrense de Foot-Ball (LPAF) en werd gespeeld van 19 juni tot 6 november. Militar werd kampioen. 

## Eindstand
| Plaats | Club                   | Wed. | W | G | V | Saldo | Ptn. |
| ------ | ---------------------- | ---- | - | - | - | ----- | ---- |
| 1.     | Militar Foot Ball Club | 6    | 6 | 0 | 0 | 27:3  | 12   |
| 2.     | Grêmio                 | 6    | 5 | 0 | 1 | 39:6  | 10   |
| 3.     | Internacional          | 6    | 4 | 0 | 2 | 20:11 | 8    |
| 4.     | Fussball               | 6    | 3 | 0 | 3 | 26:8  | 6    |
| 5.     | Nacional               | 6    | 2 | 0 | 4 | 3:32  | 4    |
| 6.     | Frisch Auf             | 6    | 0 | 1 | 5 | 5:31  | 1    |
| 7.     | 7 de Setembro          | 6    | 0 | 1 | 5 | 2:31  | 1    |

## Kampioen
| Campeonato Citadino de Porto Alegre de 1910 |
| ------------------------------------------- |
| MILITAR 1º Titel                            |